# Darabont Mikold
Darabont Mikold (Szászrégen, 1979. január 11. –) Jászai Mari-díjas magyar színésznő.

## Életpályája
1979-ben született az erdélyi Szászrégenben. Gyermekkorát Mezőcsáváson töltötte. A Marosvásárhelyi Egyetem színművész szakán végzett. 2001-2005 között a marosvásárhelyi Tompa Miklós Társulat tagja volt. 2005-től a Pécsi Nemzeti Színház színésznője.

## Magánélete
Férje Funk Iván rendező, kislányuk: Ilona.

## Díjai és kitüntetései
- Domján Edit-díj (2008)
- Szendrő József-díj (2011)
- Jászai Mari-díj (2023)